# Extreme Ways
„Extreme Ways“ je píseň amerického hudebníka Mobyho, která pochází z jeho šestého alba 18 z roku 2002. K písni byl rovněž natočen videoklip, který později vyšel jako součást kompilace 18 B-Sides + DVD. Režisérem videoklipu je Wayne Isham. Píseň byla použita v závěrečné části pěti filmů ze série Bourne. Pro tři filmy ze série, konkrétně Bourneovo ultimátum (2007), Bourneův odkaz (2012) a Jason Bourne (2016), byla nahrána nová verze písně. V prvních dvou filmech série, tedy Agent bez minulosti (2002) a Bournův mýtus (2004), byla použita původní verze. V letech 2005 až 2009 byla používána jako závěrečná píseň v pořadu The Hal Turner Show. Moby o písni uvedl, že si jeho manažer a všichni z nahrávací společnosti mysleli, že se z písně stane hit, avšak na počátku se tak nestalo.